# Juliana Veloso
Juliana Rodrigues Veloso (* 22. Dezember 1980 in Rio de Janeiro) ist eine brasilianische Wasserspringerin. Sie startet für den Verein Fluminense Rio de Janeiro sowohl im Kunstspringen vom 3-m-Brett als auch im 10-m-Turmspringen sowie im Synchronspringen, trainiert wird sie von Andréia Boehme.
Veloso war zunächst im Turnen aktiv, wechselte aber mit zehn Jahren zum Wasserspringen. Ihre ersten internationalen Titelkämpfe bestritt sie bei den Panamerikanischen Spielen 1999 in Winnipeg, wo sie Sechste vom Turm und Achte vom 3-m-Brett wurde. Im folgenden Jahr nahm sie in Sydney erstmals an den Olympischen Spielen teil. Dort schied sie als 35. vom 3-m-Brett und 19. vom 10-m-Turm jeweils nach dem Vorkampf aus. Bei ihrer ersten Weltmeisterschaft 2001 in Fukuoka erreichte sie vom Turm das Finale und wurde Zehnte. Im Jahr 2003 gewann Veloso ihre ersten Medaillen bei internationalen Meisterschaften. Bei den Panamerikanischen Spielen in Santo Domingo errang sie vom Turm Silber und vom 3-m-Brett Bronze. Bei der Weltmeisterschaft in Barcelona erreichte sie vom 3-m-Brett das Halbfinale und platzierte sich auf Rang 13. Veloso startete in Athen bei ihren zweiten Olympischen Spielen und erreichte in beiden Einzelwettbewerben das Halbfinale, vom 3-m-Brett belegte sie Rang 18, vom Turm Rang 16. Bei den Panamerikanischen Spielen 2007 in ihrer Heimatstadt konnte Veloso mit Bronze vom Turm erneut eine Medaille gewinnen. In Peking bestritt sie schließlich ihre dritten Olympischen Spiele, trat diesmal aber nur im Turmspringen an, wo sie Rang 23 erreichte. Nach den Spielen nahm sich Veloso zunächst eine zweijährige Auszeit vom Wasserspringen. Bei den Panamerikanischen Spielen 2011 in Guadalajara konnte sie mit Rang sechs vom 3-m-Brett aber wieder eine gute Platzierung erringen.